# María Elena Bonet Mancheño
Elena Bonet Mancheño (Lérida, 29 de agosto de 1958) es una política española, diputada a las Cortes Valencianas en la VII y VIII legislaturas.
Militante del PP, ha sido concejal del ayuntamiento de Elche (1995-2007), secretaria regional del área de igualdad de oportunidades del PPCV (2004-2007) y ha sido elegida diputada en la provincia de Alicante a las elecciones a las Cortes Valencianas de 2007 y 2011.